# Böhmisches Tor

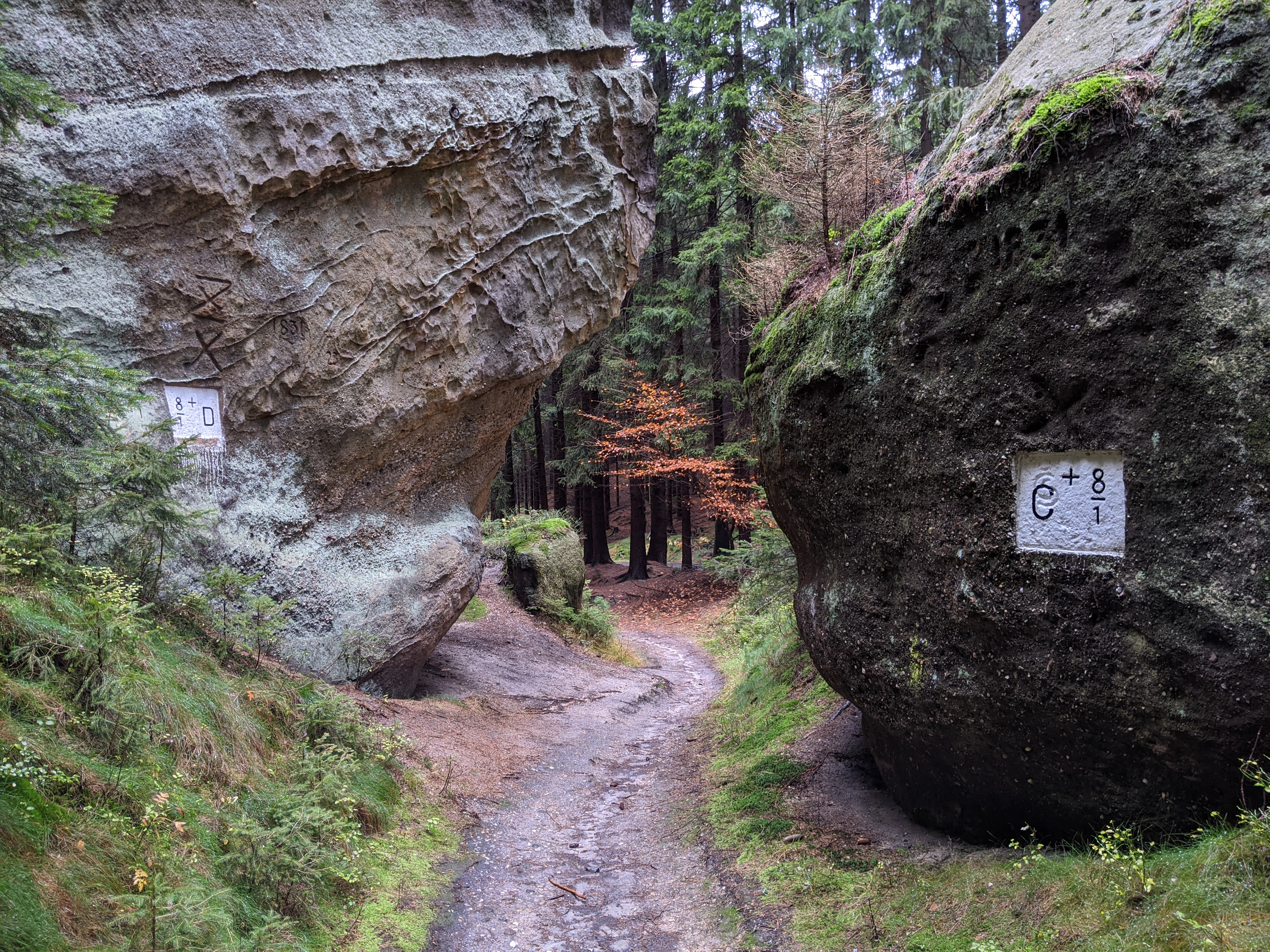
Böhmisches Tor (Česká brána)

Das Böhmische Tor (tschechisch Česká brána, nicht zu verwechseln mit der Böhmischen Pforte) ist eine Felsformation im Zittauer Gebirge aus zwei gegeneinander geneigten Felsblöcken. Es befindet sich unweit des Ortsteils Lückendorf der Gemeinde Oybin im Weißbachtal unmittelbar an der deutsch-tschechischen Grenze.
Durch die Felsen führt ein markierter Wanderweg entlang der Grenze, ursprünglich war es die alte Handelsstraße von Zittau nach Deutsch Gabel, die sogenannte Lausitzer Straße. Zusätzlich zu den neuzeitlichen Grenzzeichen sind an den Felsen einige Buchstaben und die Jahreszahl 1831 eingemeißelt.